# Wałentyn Kriaczko
Wałentyn Mykołajowycz Kriaczko, ukr. Валентин Миколайович Крячко, ros. Валентин Николаевич Крячко, Walentin Nikołajewicz Kriaczko (ur. 27 stycznia 1958 w miasteczku Komsomolśke, w obwodzie charkowskim) – ukraiński piłkarz, grający na pozycji obrońcy, trener piłkarski.

## Kariera piłkarska

### Kariera klubowa
Wychowanek Internatu Sportowego w Charkowie oraz klubu Metalist Charków, w barwach którego w 1975 rozpoczął karierę piłkarską. W 1982 służył w wojskowej drużynie SKA Kijów, po czym powrócił do Metalista Charków. W 1984 występował w farm-klubie Majak Charków. W 1986 przedwcześnie zakończył karierę piłkarską w rodzimym Metaliście z powodu arytmii serca. Potem jeszcze po kilku latach przerwy bronił barw klubów Ritm Biełgorod, Salut Biełgorod, Metalist Charków i Salut-JUKOS Biełgorod.

### Kariera reprezentacyjna
Jako piłkarz radzieckiej reprezentacji U-18 w 1976 zdobył Mistrzostwo Europy U-18 na Węgrzech, a z reprezentacją U-20 w 1977 Mistrzostwo Świata w Tunezji.

## Kariera trenerska
Po zakończeniu kariery piłkarskiej rozpoczął pracę szkoleniową. W latach 1986–1993 trenował dzieci w DJuSSz Metalist Charków. Na początku lat 90. XX wieku również grał w rosyjskim zespole Ritm Biełgorod. Potem pomagał trenować Metalist Charków, a w 1994 nawet wychodził na boisko w składzie pierwszej drużyny. W końcu 1994 razem z Łeonidem Tkaczenkę przeniósł się do Tempa Szepietówka. Po rozformowaniu klubu od sierpnia do listopada 1995 prowadził Temp-Adwis Chmielnicki. W 1998 roku został zaproszony na stanowisko głównego trenera początków nowo utworzonego klubu Arsenał Charków, który trenował do 2001 r., a następnie powrócił do Metalista, gdzie od lipca 2001 roku był asystentem Mychajła Fomenko. W listopadzie 2002 objął prowadzenie Metalista Charków, z którym pracował w tym charakterze do maja 2003. Potem do kwietnia 2004 prowadził inny charkowski klub Helios Charków.

## Sukcesy i odznaczenia

### Sukcesy klubowe
- mistrz Pierwszej Ligi ZSRR: 1981

### Sukcesy reprezentacyjne
- mistrz Europy U-18: 1976
- mistrz Świata U-20: 1977

### Odznaczenia
- tytuł Mistrza Sportu ZSRR: 1976
- tytuł Mistrza Sportu Klasy Międzynarodowej: 1977